# Sarah Hunter
Pour les articles homonymes, voir Hunter.

a Compétitions nationales et continentales officielles uniquement.

b Matchs officiels uniquement.
Dernière mise à jour le 6 juin 2024.
Sarah Hunter, née le 19 septembre 1985 à North Shields (Angleterre), est une joueuse internationale anglaise de rugby à XV, occupant les postes de troisième ligne aile ou de troisième ligne centre. Elle se reconvertit par la suite en tant que membre d'encadrement technique, auprès de l'équipe nationale anglaise.
Elle est la joueuse anglaise la plus capée avec 141 sélections, un record mondial.

## Carrière
Née le 19 septembre 1985 , Sarah Hunter commence à neuf ans par la pratique du rugby à XIII à l'école primaire Goathland de Newcastle upon Tyne avant de changer de code et de passer au rugby à XV cinq ans plus tard quand elle intègre le Longbenton Community College. Elle a connu les sélections de jeunes, des moins de 19 ans et des A avant de faire ses débuts internationaux avec l'équipe d'Angleterre contre l'Écosse, à l'occasion du Tournoi des Six Nations 2007.
Elle est retenue pour la Coupe du monde 2010 : elle dispute trois rencontres comme titulaire au poste de troisième ligne aile, une comme remplaçante entrée en jeu ; l'Angleterre s'incline en finale contre la Nouvelle-Zélande 10-13.
Elle remporte le Tournoi des Six Nations 2012.
Elle est désignée capitaine lors du Tournoi des Six Nations 2013 et lors de la tournée en Nouvelle-Zélande de l'été 2013, elle remplace Katy McLean qui avait manqué le Tournoi.
Elle est retenue pour la Coupe du monde 2014 et dispute les trois rencontres de poule aux postes de troisième ligne centre ou de troisième ligne aile. Elle est la capitaine de l'équipe, elle marque un essai contre le Canada. Hunter est l'une des trois joueuses titularisées lors les trois rencontres de poule, avec Danielle Waterman et Emily Scarratt. L'Angleterre termine première de poule avec deux victoires et un match nul 13-13 concédée aux Canadiennes ; elle affronte l'Irlande en demi-finale. Elle s'impose puis gagne contre le Canada en finale.
À partir de 2015, elle évolue avec le club de Bristol après avoir fait ses débuts en Women's Premiership avec le Lichfield RUFC (en). Elle signe par la suite au Loughborough Lightning où elle va jouer ses dernières saisons avec le rôle d'entraineuse-joueuse.
Elle est élue meilleure joueuse de l'année par World Rugby en 2016, devançant Gaëlle Mignot et Fiao'o Fa'amausili.
Elle est sélectionnée en tant que capitaine dans l'équipe d'Angleterre amenée à disputer la Coupe du monde 2017 en Irlande. L'équipe d'Angleterre s'incline en finale contre les Black Ferns néo-zélandaises, mais Sarah Hunter est élue dans l'équipe-type du mondial.
En septembre 2022, elle est sélectionnée (et toujours capitaine) pour disputer la Coupe du monde en Nouvelle-Zélande, où elle dispute sa quatrième finale. Elle prend sa retraite au mois de mars suivant, après un dernier match contre l'Écosse lors de l'ouverture du Tournoi des Six Nations 2023. À l'issue de sa carrière internationale, elle est la joueuse la plus capée de l'histoire aussi bien avec l'Angleterre qu'au niveau mondial avec 141 sélections. Elle a par ailleurs inscrit 31 essais en sélection et été 85 fois capitaine, ce qui constitue également un record mondial.
Par la suite, elle intègre l'encadrement des Red Roses. En fin de grossesse, elle n'accompagne pas l'équipe nationale au Canada pour le WXV 2024.

## Palmarès

### En sélection nationale
- Vainqueur du Tournoi des Six Nations en 2007 (Grand Chelem), 2008 (Grand Chelem), 2009, 2011 (Grand Chelem), 2012 (Grand Chelem), 2017 (Grand Chelem), 2019 (Grand Chelem), 2020 (Grand Chelem), 2022 (Grand Chelem), 2023 (Grand Chelem).
- Vainqueur de la Coupe du monde en 2014.
- Finaliste de la Coupe du monde en 2010, 2017 et 2021.

### Distinctions individuelles
- Élue Meilleure joueuse du monde World Rugby en 2016.
- Joueuse la plus capée de l'histoire du rugby féminin (141 sélections).
- Joueuse possédant le plus de capitanats de l'histoire du rugby féminin (85 capitanats).

## Statistiques en équipe nationale
- 141 sélections
- 150 points (30 essais)
- Participations aux Tournois des Six Nations : 2007, 2008, 2009, 2011, 2012, 2013, 2014, 2016, 2017, 2018, 2019, 2020, 2022, 2023

En Coupe du monde :
- 2010 : 5 sélections (Irlande, Kazakhstan, États-Unis, Australie, Nouvelle-Zélande)
- 2014 : 5 sélections (Samoa, Espagne, Canada, Irlande, Canada)
- 2017 : 5 sélections (Espagne, Italie, États-Unis, France, Nouvelle-Zélande)
- 2021 : ?